# Бидерман, Пауль
Па́уль Би́дерман (нем. Paul Biedermann; род. 7 августа 1986, Галле) — немецкий пловец, двукратный чемпион мира, многократный чемпион Европы в длинных и коротких бассейнах. Рекордсмен мира на дистанции 200 метров вольным стилем в 50-метровых бассейнах.

## Спортивная карьера
Выиграл 200-метровку вольным стилем на чемпионате Европы 2008, финишировав первым с результатом 1.46,59. Показав время 3.47,69 на 400-метровке вольным стилем и 1:46,37 (национальный рекорд) на дистанции вдвое короче, Бидерман смог отобраться на Олимпийские игры 2008 в Пекине, где стал пятым (1.46,00) в финале на 200 метрах м и 17-м (3.48,03) на дистанции в 400 метров, не попав в финал.
26 июля 2009 года на чемпионате мира в Риме выиграл финал на 400-метровой дистанции, показав время 3.40,07, что более чем на 7 секунд выше его предыдущего личного достижения и на одну сотую лучше предыдущего мирового рекорда Яна Торпа, установленного в 2002 году. Через два дня, 28 июля, он выиграл с результатом в 1.42,00 вторую золотую медаль на двухсотметровке, победив при этом американского пловца Майкла Фелпса и побив его же мировой рекорд. Во время заплывов на Бидермане был полиуретановый комбинезон, который был запрещён с 1 января 2010 года. На том же первенстве мира немецкой команде, в составе которой плыл Бидерман, досталось серебро в комбинированной эстафете.
В 2009 году был признан лучшим пловцом года в Европе (первый немец, выигравший эту награду с 1986 года) и лучшим спортсменом Германии.
На чемпионате мира на короткой воде 2010 года выиграл заплыв на 400 метров вольным стилем, победив Усаму Меллули, как и год назад. Будучи мировым рекордсменом на 200-метровке, финишировал лишь пятым, отстав от победителя Райана Лохте больше чем на секунду.
На чемпионате мира 2011 года завоевал три бронзовые медали (200 метров вольным стилем, 400 метров вольным стилем, смешанная эстафета 4х100).
С 2010 года встречается с Бриттой Штеффен.